# McMansion & Wife
«McMansion & Wife» (titulado «M.C. Mansión & Esposa» en Hispanoamérica y «McMansion y esposa» en España) es el tercer episodio de la trigésimo quinta temporada de la serie de televisión animada estadounidense Los Simpson, y el 753 en total. Se emitió en los Estados Unidos en Fox el 22 de octubre de 2023. El episodio fue dirigido por Debbie Bruce Mahan y escrito por Dan Vebber.
En este episodio, Homer y Marge se hacen amigos de sus nuevos vecinos mientras Nelson intensifica su acoso en la escuela. El episodio recibió críticas mixtas. 

## Trama
La familia Simpson visita a sus nuevos vecinos, Thayer y Anne. Thayer es dueño de un concesionario de coches deportivos de lujo. Invitan a Homer y Marge a pasar tiempo con ellos. Homer disfruta de su compañía y acepta que Thayer y Anne hagan reformas en su casa. Sin embargo, Homer y Marge se enfadan cuando descubren que Thayer y Anne están realizando una ruidosa remodelación completa de su casa. Mientras tanto, una presentación en la Escuela Primaria de Springfield destinada a frenar el acoso escolar convence a Nelson de intensificar su acoso en su lugar.
Homer se enfrenta a Thayer en su concesionario de coches y éste le pide prestado un lujoso deportivo como disculpa. Mientras tanto, Bart teme que Nelson le acose, pero Lisa ha impedido que Nelson acose a los alumnos subiendo vídeos humillantes de Nelson que hacen que los alumnos se rían de él.
Más tarde, Nelson intimida a Bart y Lisa va a subir un vídeo de Nelson. Sin embargo, Nelson ha obligado a Hubert Wong a bloquear a Lisa para que no pueda subir vídeos. Aunque Lisa y Hubert intentan ser más listos que el otro con sus habilidades informáticas, hacen una tregua cuando se dan cuenta de que sus actividades quedarían mal a la hora de solicitar plaza en las universidades. Mientras tanto, la casa de Thayer y Anne se ha convertido en una mansión que impide que la luz del sol llegue a la casa de los Simpson. Lisa y Hubert resuelven el problema cuando descubren que su calle es un lugar histórico, por lo que la casa no puede remodelarse.
En el futuro, la casa de los Simpson se ha convertido en un museo histórico sobre la familia y la ciudad.

## Producción
Dick Van Dyke apareció como él mismo, y Rosalie Chiang fue elegida como la nueva voz de Hubert Wong. Anteriormente, Tress MacNeille puso voz al personaje. En 2020, los productores declararon que los actores blancos ya no pondrían voz a personajes no blancos. El episodio se dedicó en memoria de Suzanne Somers. Somers apareció en el episodio de la séptima temporada «The Day the Violence Died».

## Controversia
En el episodio, Homer comenta que estrangular a Bart le proporcionó un firme apretón de manos, pero que ya no lo hace debido al cambio de las normas culturales. La representación de Homer estrangulando a Bart se remonta a los cortos que aparecían en The Tracey Ullman Show. Algunos espectadores reaccionaron alabando la evolución de Homer, mientras que otros pensaban que el personaje de Homer no debería cambiar. Los espectadores también se dieron cuenta de que el acto de Homer estrangulando a Bart no aparecía desde el episodio de la trigésimo primera temporada «The Winter of Our Monetized Content». La serie reconoció previamente la violencia del acto en el episodio de la vigésimo segunda temporada «Love Is A Many Strangled Thing». También calificó el acto de «abuso infantil» en el episodio de la undécima temporad «Behind the Laughter».
Los productores respondieron con un dibujo de Homer estrangulando a Bart con Homer llamando a la controversia «clickbaiting». El productor ejecutivo James L. Brooks negó que la serie fuera a alterar el comportamiento de Homer.

## Recepción

### Audiencia
El episodio obtuvo una audiencia de 0,30 con 1,06 millones de espectadores, siendo el programa más visto de Fox esa noche.

### Respuesta de la crítica
John Schwarz de Bubbleblabber dio al episodio un 5 sobre 10. Pensó que las dos historias principales eran repeticiones de episodios anteriores. Le gustó la referencia del episodio a la película de 1990 Goodfellas. Cathal Gunning de Screen Rant pensó que el episodio conectaba eficazmente el gag del sofá con la historia principal. Le pareció una demostración de los elementos más experimentales de la serie en sus últimas temporadas.